# Macellum Magnum

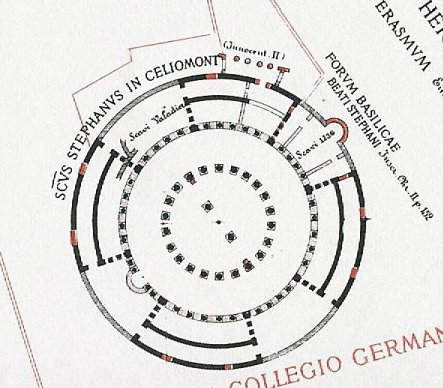
Pianta del Macellum Magnum nella tavola XXXVI della Forma Urbis Romae di Rodolfo Lanciani

Il Macellum Magnum era un mercato delle derrate alimentari (principalmente carne e pesce) dell'antica Roma, edificato e dedicato sul Celio, nella Regio II Caelimontium, dall'imperatore Nerone nel 59 d.C..
L'antica struttura si ergeva nel sito dell'odierna basilica di S. Stefano Rotondo.

## Storia
Il Macellum Magnum fu edificato e dedicato da Nerone nel 59 d.C..
Si ritiene che esso in seguito fu distrutto e ricostruito verso la fine del IV secolo sempre ad uso pubblico, probabilmente ancora come mercato.
Papa Simplicio (468‑482) lo trasformò nella basilica di Santo Stefano e fu restaurato con varie modifiche dai papi Teodoro I (642‑649) e Nicola V (1453)..

## Descrizione
Il Macellum era raffigurato sulla monetazione neroniana come edificio circolare a due piani, con una thòlos centrale o una struttura a cupola, circondata da un portico esterno.
Il complesso era formato da un edificio centrale, costituito da un porticato circolare a due piani dotato di 22 colonne, che sostenevano un tetto a cupola, e, attorno ad esso, un porticato concentrico dotato di 36 colonne, anch'esso a due piani. Inoltre, all'esterno di questo sorgeva un ambulacro di larghezza pari a 10 metri, diviso in otto segmenti da file di colonne.
I segmenti alternativamente erano privi della parete esterna, somigliando così a cortili aperti.
L'edificio originario di Nerone era cinto da un porticato rettangolare che conteneva botteghe, i cui resti forse erano ancora visibili nel XVI secolo.
Dell'edificio originario di Nerone si conservano solo le fondazioni in travertino, parte del muro di cinta e otto pilastri del colonnato esterno; comunque, l'edificio del IV secolo fu edificato sulle fondazioni originarie e pare che abbia conservato in generale la forma dell'edificio originario.
| Il Macellum Magnum nella monetazione imperiale. | Il Macellum Magnum nella monetazione imperiale. | Il Macellum Magnum nella monetazione imperiale.                                                                         | Il Macellum Magnum nella monetazione imperiale. | Il Macellum Magnum nella monetazione imperiale. | Il Macellum Magnum nella monetazione imperiale. | Il Macellum Magnum nella monetazione imperiale. |
| Immagine                                        | Valore                                          | Dritto | Rovescio | Datazione                                       | Peso; diametro                                  | Catalogazione                                   |
| ----------------------------------------------- | ----------------------------------------------- | --- | --- | ----------------------------------------------- | ----------------------------------------------- | ----------------------------------------------- |
|                                                 | dupondio                                        | NERO CLAVDIUS CAESAR AVG GER P M TR P IMP P P, testa laureata di Nerone verso destra, con un globo alla base del busto; | MAC AUG S-C, facciata del Macellum Magnum costruito da Nerone, una statua di fronte alla base di un'entrata a quattro colonne cilindrica, nella parte alta una struttura a tre colonne sormontata da una cupola conica; portico a due ordini da entrambe le parti (sinistra-destra). | 65                                              | 14.60 gr, 7 h (zecca di Lugdunum);              | RIC I 402; BMCRE 336; Cohen 129.                |